# Rue Saint-Séverin (Liège)
Ne doit pas être confondu avec Rue Saint-Séverin.
La rue Saint-Séverin est une rue ancienne de la ville de Liège (Belgique). Elle relie le centre (carrefour du Cadran) au quartier historique de Sainte-Marguerite.

## Origine du nom
La rue prend le nom d'une ancienne église fondée par l'évêque Éracle en 960 et dédiée à Séverin de Paris, un ermite né vers l'an 540. Cet édifice religieux se situait à l'angle de la rue Saint-Séverin et de la rue Hocheporte.

## Situation et accès
Cette voirie mesurant environ 345 mètres opère une légère descente et deux légers virages à droite puis à gauche où elle s'aplanit en direction de la rue Sainte-Marguerite. Cette rue multiculturelle possède de nombreux commerces de proximité.

La partie orientale de la rue Saint-Séverin (pavée) applique un sens unique de circulation automobile dans le sens Cadran-rue Léon Mignon. La partie occidentale (asphaltée) applique un sens unique de circulation automobile dans le sens Sainte-Marguerite-Léon Mignon. Il est à noter que le pied de la rue Hocheporte fait aussi partie de la rue Saint-Séverin.

### Voiries adjacentes
- Square Léon Léonard
- Mont Saint-Martin
- Rue Léon Mignon
- Rue Hocheporte
- Rue Coqraimont
- Degrés des Tisserands
- Rue des Cloutiers
- Rue des Fossés
- Rue Mississipi
- Rue Sainte-Marguerite

## Historique
La rue Saint-Séverin conduisait à l'ancienne porte de Sainte-Marguerite, détruite en 1841 et qui se trouvait à proximité du carrefour avec la rue des Fossés. Au XIXe siècle se trouvait à l'ancien emplacement de l'église Saint-Séverin un chauffoir public. Les immeubles de la partie orientale de la rue ont été expropriés et détruits pendant les années 1970 pour l'aménagement du carrefour du Cadran.

## Bâtiments remarquables et lieux de mémoire

### Architecture
La rue Saint-Séverin est une voirie liégeoise possédant plus de quarante bâtiments repris à l'inventaire du patrimoine culturel immobilier de la Wallonie. Il s'agit souvent d'immeubles représentatifs du style mosan de la fin du XVIIe siècle et du XVIIIe siècle.
Parmi ces immeubles, trois ont été bâtis dans le style Art nouveau : il s'agit de la maison Lapaille réalisée par Victor Rogister au no 26, d'un autre immeuble de Rogister au no 28 et d'une autre maison sise au no 36.

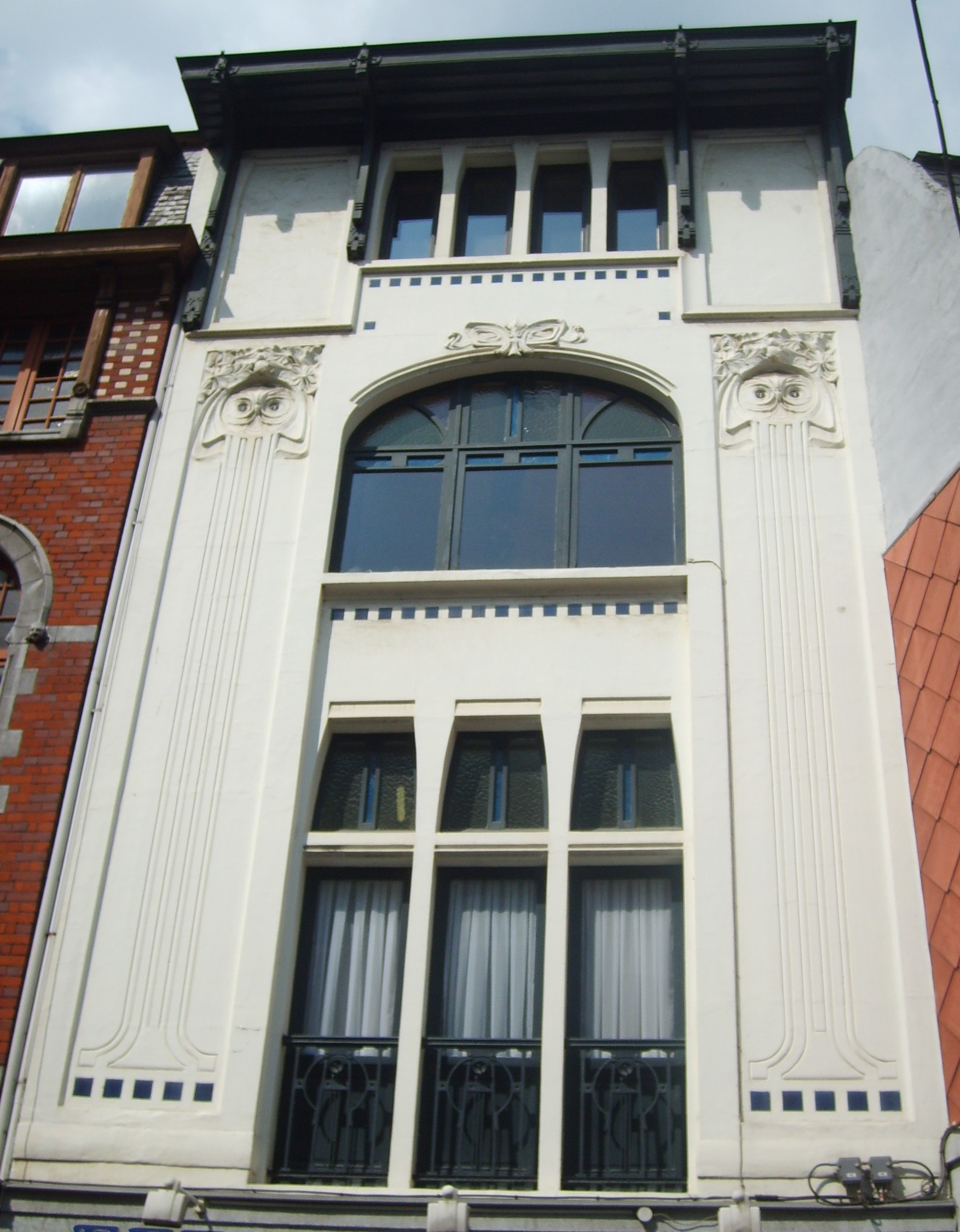
Maison Lapaille

Deux de ces immeubles sont aussi repris sur la liste du patrimoine immobilier classé de Liège (voir Patrimoine classé)

### Patrimoine classé
La liste qui suit est classée au patrimoine immobilier de la Région wallonne :
| Objet                        | Année de construction / Architecte | Adresse                   | Section communale | Coordonnées                      | Numéro d’inventaire | Illustration              |
| ---------------------------- | ---------------------------------- | ------------------------- | ----------------- | -------------------------------- | ------------------- | ------------------------- |
| Maison - Façades et toitures |                                    | Rue Saint-Séverin, no 76  | Saint-Laurent     | 50° 38′ 45″ nord, 5° 33′ 55″ est | 62063-CLT-0160-01   | Image manquanteTéléverser |
| Maison - Façades et toiture  |                                    | Rue Saint-Séverin, no 102 | Saint-Laurent     | 50° 38′ 44″ nord, 5° 33′ 53″ est | 62063-CLT-0304-01   | Maison                    |